# Cortesia Serego

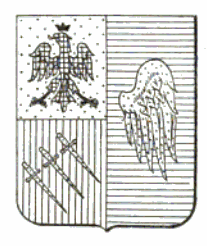
Stemma Serego

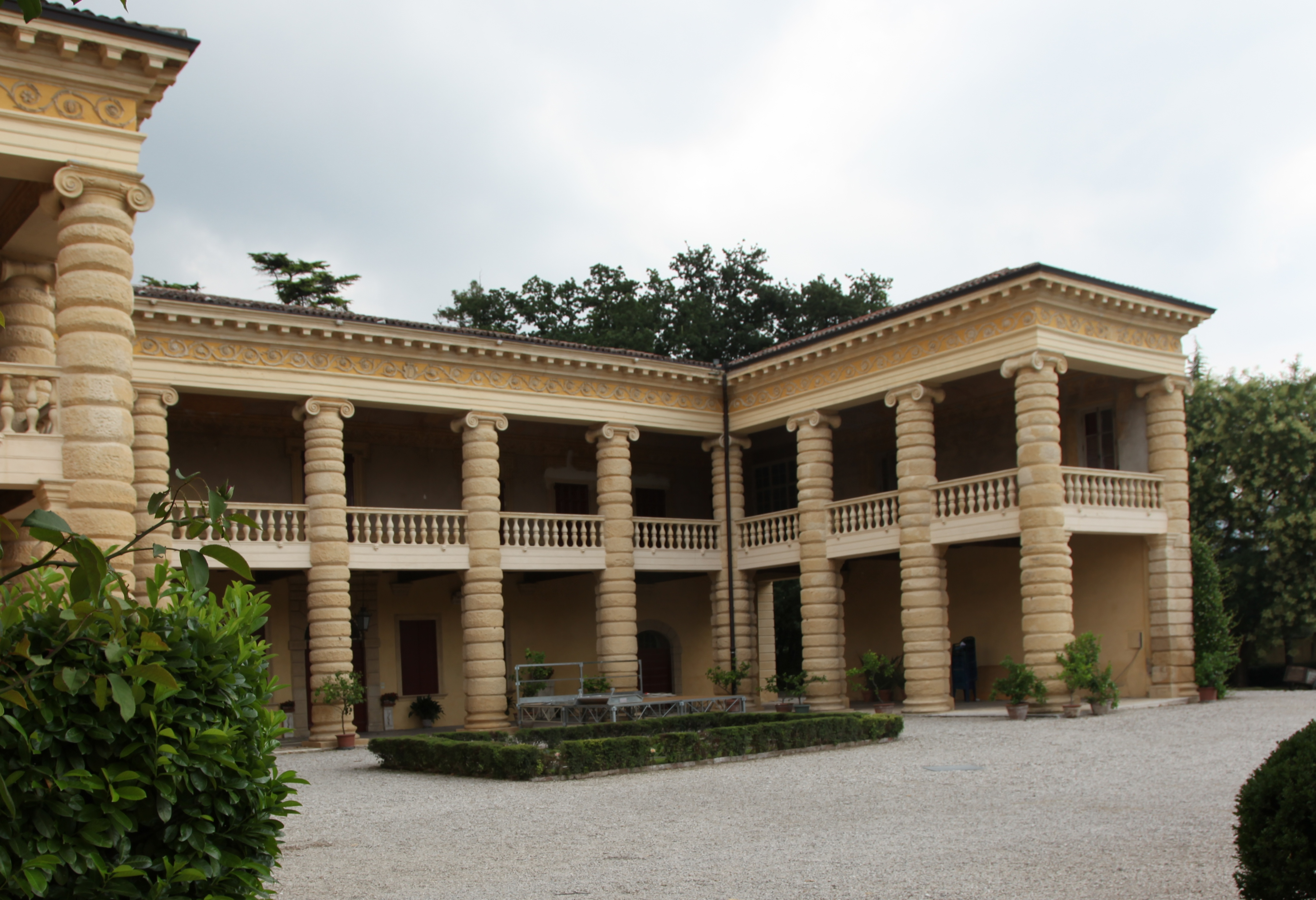
San Pietro in Cariano, Villa Serego

Cortesia Serego (Vicenza, 1335 circa – Verona, 1386) è stato un condottiero e ambasciatore italiano.

## Biografia
Cortesia (anagramma di Seratico, nome latino della famiglia) Serego era figlio del nobile Bonifazio Serego (1320-?). Nel 1375 si trasferì da Vicenza a Verona diventando uomo di fiducia degli Scaligeri. Venne nominato da Bartolomeo e Antonio della Scala capitano generale dell'esercito scaligero. Non fu probabilmente estraneo all'uccisione di Bartolomeo ordinata da Antonio nel 1381.
Cortesia combatté i Carraresi e fu sconfitto nel 1386 da Giovanni d'Azzo degli Ubaldini nella battaglia delle Brentelle, venendo fatto prigioniero e condotto a Padova assieme ad altri condottieri, tra i quali Facino Cane e Ostasio II da Polenta. Il trattamento subito durante la prigionia, durata oltre un anno, fu particolarmente severo e lo condusse alla morte poco dopo essere stato liberato, provato dalle privazioni subite.
Antonio della Scala donò a Cortesia vaste proprietà, tra cui Villa Serego, situata in località Santa Sofia di Pedemonte in San Pietro in Cariano.
A Verona, nella Chiesa di Sant'Anastasia, è collocato il suo monumento funebre, iniziato nel 1424 e ultimato nel 1432, e voluto dal figlio Cortesia II (1387?-1461) a ricordo del padre.

## Discendenza
Cortesia sposò in prime nozze Lucia della Scala, figlia di Cansignorio della Scala, dalla quale non ebbe figli e in seconde nozze nel 1381 Giacoma Bevilacqua, dalla quale ebbe cinque figli:
- Domenica
- Samaritana
- Feliciana
- Bonifazio
- Cortesia (1387?-1461)